# Kaesfurt
Kaesfurt (en luxembourgeois : Kéisfuert  et en allemand : Käsfurt), est une localité des communes luxembourgeoises de Clervaux et Weiswampach située dans le canton de Clervaux.